# Åse Kleveland
Åse Kleveland (Estocolmo, 18 de Março de 1949) é uma cantora e política  sueca e norueguesa.

## Política
Åse Kleveland nasceu em Estocolmo, mas vive na Noruega desde 1956. Ela fez parte do Instituto do Cinema Sueco de 2000 a 2006. Ela foi Ministra da Cultura da Noruega de 1990 a 1996, representando o Partido Trabalhista.

## Música
Kleveland representou a Noruega no Festival Eurovisão da Canção 1966 com canção  Intet er nytt under solen (Não há nada de novo por debaixo do Sol), terminando em terceiro lugar. Em 1980, em Haia, apresentou a canção norueguesa desse ano "Sámiid ædnan ".  Em 1986 apresentou o Festival Eurovisão da Canção 1986, que se realizou na Noruega, mais exa(c)tamente na cidade de Bergen. Como cantora ficou famosa pela sua voz cheia de alma. Tocou ainda guitarra e compôs várias canções.